# Närke
Närke er en lille provins (landskap) i Svealand i det centrale Sverige. Den største by er Örebro.
59°14′35″N 15°16′16″Ø / 59.243°N 15.271°Ø